# 堀場製作所
株式会社堀場製作所（ほりばせいさくしょ、HORIBA, Ltd.）は、京都府京都市南区に本社を置く独立系の分析・計測機器大手。

## 概要
設立以来、分析・計測機器の総合メーカーとして、多彩な製品を世界各国に送りだしてきた。その分野は自動車や半導体産業をはじめ新素材、エネルギー、鉄鋼、食品、バイオ、化学等々多岐にわたる。最近では、地球温暖化ガス分析装置や酸性雨測定装置など、環境保全に貢献する製品も多数活躍している。エンジン排ガス測定・分析装置分野で80%の世界トップシェアを握る。社是は「おもしろおかしく」。
M&Aを積極的に行い企業価値向上に努めている。2002年（平成14年）まで日立製作所が第一位の大株主であった為、日立製作所の関係が強く販路や社内習慣に影響がある。

## 沿革
- 1945年（昭和20年）10月 - 堀場雅夫が京都市下京区で「堀場無線研究所」を創業。
- 1950年（昭和25年）3月 - 国産初のガラス電極式pHメーターを完成。
- 1953年（昭和28年）1月 - 株式会社堀場製作所を設立。
- 1959年（昭和34年）11月 - 日立製作所と業務及び技術提携。
- 1964年（昭和39年） - 医用呼気ガス分析計を応用し、自動車排気ガス測定装置を完成。
- 1971年（昭和46年）3月 - 大証第二部、京証上場。
- 1972年（昭和47年） - 米国、ヨーロッパに子会社設立。
- 1982年（昭和57年）9月 - 東証・大証第一部上場。
- 1992年（平成4年）1月 - 堀場厚が代表取締役社長に就任。
- 1993年（平成5年）10月 - ISO 9001認証取得。
- 1996年（平成8年）6月 - 血液分析装置メーカーABX社（現・ホリバABX社）買収。
- 1997年（平成9年）
  - 3月 - 新本社ビル完成。
  - 9月 - 分光器メーカーインスツルメンツ社（現・ホリバジョバンイボン社）買収。
- 1998年（平成10年）8月 - 分光分析機器の輸入販売商社、愛宕物産を買収し合併。
- 2000年（平成12年）3月 - サービス部門を分社化し、株式会社堀場テクノサービスを設立。
- 2002年（平成14年）7月 - 中国上海に100%出資の現地子会社設立。
- 2004年（平成16年）5月 - 計測技術発展を目的に社外対象の研究奨励賞「堀場雅夫賞」を創設。
- 2005年（平成17年）9月 - ドイツの自動車試験装置メーカー シェンク社事業買収。
- 2015年（平成27年）
  - 7月 - 英国の子会社を通じ、車両開発エンジニアリングや試験設備の提供を行う英MIRA社事業買収。
  - 9月 - フォルクスワーゲンの排出ガス規制不正問題を発見した研究所が使用したポータブル測定機が、当社の製造した製品である事が報道され、一時的に株価が上昇[3]。

## 製品カテゴリ
- 自動車計測機器
- 環境用計測機器
- 医用計測機器
- 半導体用計測機器
- 科学計測機器

取扱製品
- 自動車排ガス測定装置
- 煙道排ガス測定装置
- pHメータ
- 水質チェッカ
- 大気汚染監視装置
- 蛍光X線検査装置
- ラマン分光測定装置
- 自動血球計数装置
- 放射温度計
- 超薄膜計測システム
- 半導体異物検査装置
- 液晶品位検査装置

ほか

## 営業所
- 東京セールスオフィス（東京都千代田区）
- 名古屋セールスオフィス（名古屋市西区）
- 大阪セールスオフィス（大阪市淀川区）
- 九州セールスオフィス（福岡市博多区）
- 札幌セールスオフィス（札幌市中央区）
- 東北セールスオフィス（仙台市泉区）
- 栃木セールスオフィス（栃木県宇都宮市）
- つくばセールスオフィス（茨城県つくば市）
- 横浜セールスオフィス（横浜市神奈川区）
- 豊田セールスオフィス（愛知県豊田市）
- 浜松セールスオフィス（静岡県浜松市中央区）
- 広島セールスオフィス（広島県安芸郡府中町）
- 四国営業所（愛媛県新居浜市）

## 連結子会社

### 日本
- 株式会社堀場エステック
- 株式会社堀場アドバンスドテクノ
- 株式会社堀場テクノサービス
- 株式会社アセック

### アメリカ
- Ad Lab社
- ジョバンイボン・インターナショナル社
- ホリバ・エステック社
- ホリバ・インスツルメンツ社
- ホリバ・インターナショナル
- ホリバ・オートモーティブ・テストシステムズ社
- ホリバ・ジョバンイボン社
- ホリバABX社

### イギリス
- SRHシステムズ社
- ホリバ・インスツルメンツ社
- ホリバ・ジョバンイボンIBH社
- ホリバ・ジョバンイボン社

### イタリア
- ホリバ・ジョバンイボン社

### オーストリア
- ホリバ社

### カナダ
- シェンク・カナダ社
- ホリバ・オートモーティブ・テストシステムズ社

### シンガポール
- ホリバ・インスツルメンツ社

### タイ王国
- ホリバABXダイアグノスティック社
- ホリバABX社

### ドイツ
- ホリバ・オートモーティブ・テストシステムズ社
- ホリバ・ジョバンイボン社
- ホリバ・ヨーロッパ・オートメーション・ディビジョン社
- ホリバ・ヨーロッパ社

### ブラジル
- ホリバABXヘマトロジア社

### フランス
- BioPep社
- ホリバ・ジョバンイボン・インターナショナル社
- ホリバ・ジョバンイボン社
- ホリバ・フランス・ホールディング社
- ホリバ・フランス社
- ホリバABXインターナショナル社
- ホリバABX社

### ポーランド
- ホリバABXダイアグノスティック社

### 韓国
- ホリバ・コリア社
- 堀場エステック・コリア社

### 中国
- 堀场儀器（上海）有限公司
- 堀场貿易（上海）有限公司

## テレビ番組
- 日経スペシャル カンブリア宮殿 「おもしろくなければ会社じゃない」（2007年3月12日、テレビ東京）- 堀場製作所 最高顧問 堀場雅夫出演[4]。